# Dzierżyńska Góra
Dzierżyńska Góra (biał. гара Дзяржынская, hara Dziarżynskaja; ros. гора Дзержинская, gora Dzierżynskaja; hist. Święta Góra) – wzgórze na Białorusi, najwyższy punkt tego kraju.

## Dane geograficzno-geologiczne
Wysokość Dzierżyńskiej Góry wynosi 345 m nad poziomem morza. Góra leży na Wysoczyźnie Mińskiej, stanowiącej centralną część Grzędy Białoruskiej. Znajduje się w obrębie wsi Skirmuntawa, 20 kilometrów na północ od Kojdanowa i 30 kilometrów na południowy wschód od Mińska. Stok południowo-zachodni ma pochyłą około 5º, stoki północne i wschodnie są rozorane, a pochyłość wynosi około 2º. 15% terytorium góry jest porośnięte młodym lasem.
Góra ma charakter morenowy, pokryta jest iłem i piaskowcem. Uformowała się podczas holocenu. U podnóża góry mają źródła rzeki basenu Niemna i Dniepru – Ptycz, Isłocz, Suła i Usa.

## Etymologia nazwy
Nazwa Święta pochodzi prawdopodobnie z czasów przedchrześcijańskich. Góra była miejscem kultu pogańskiego.
W pierwszej połowie XX wieku, po ustanowieniu władzy radzieckiej, góra została włączona do sowchozu „Komsomolec”. W 1958 roku nazwa Święta została zamieniona na Dzierżyńską Górę na cześć działacza komunistycznego – Feliksa Dzierżyńskiego.
Pod koniec XX wieku na Dzierżyńskiej Górze umieszczona została tablica pamiątkowa z napisem:

Góra Dzierżyńska. Najwyższy punkt Białorusi. Wysokość 345 metrów nad poziomem morza.

Obecnie góra jest popularnym obiektem wśród turystów.